# Andrés Pastrana
Andrés Pastrana Arango (Bogotá, 17 de agosto de 1954) é um político  e diplomata colombiano, foi presidente da Colômbia de 7 de agosto de 1998 até 7 de agosto de 2002. 
Membro do Partido Conservador Colombiano, chegou ao poder em 1998, quatro anos depois de ter perdido as eleições para o liberal Ernesto Samper. Jornalista, filho do ex-presidente Misael Pastrana, logo no primeiro ano de seu mandato iniciou um processo de negociações com o principal grupo guerrilheiro, as Forças Armadas Revolucionárias da Colômbia (FARC). Para o início das conversações foi a criação de uma gigantesca zona desmilitarizada com cerca de 42 mil quilômetros quadrados, que ficou na prática sob o controle das FARC. Uma grande crítica de seus adversários partiu do princípio de que as negociações de Pastrana não previam um cessar das hostilidades. As operações militares de contra-guerrilha causaram o deslocamento forçado de mais de um milhão de pessoas em quatro anos. A produção de cocaína aumentou 47% durante este período.
No fim de seu mandato, em 2002, o presidente Pastrana decidiu encerrar as conversas com as FARC. Sua popularidade caiu muito, o que permitiu que o maior crítico de suas políticas, o oposicionista liberal Álvaro Uribe, ganhasse força política suficiente para eleger-se presidente da República. Em 2005, Pastrana foi escolhido por Uribe para ocupar o posto de embaixador da Colômbia em Washington, DC. Em 2006, no entanto, com a oferta da Embaixada Colombiana na França ao seu desafeto político Ernesto Samper, Pastrana renunciou ao seu posto diplomático em Washington. Ele está fazendo campanha contra os acordos de paz decididos entre o governo e a guerrilha em 2016.